# Schwarzbehöfter Stielbovist
Der Schwarzbehöfte Stielbovist (Tulostoma melanocyclum) ist eine Pilzart aus der Familie der Champignonverwandten, der durch seinen dunklen Hof an der Sporenöffnung gekennzeichnet ist.

## Merkmale

### Makroskopische Merkmale
Wie alle Stielboviste besitzt der Schwarzbehöfte Stielbovist einen gestielten Fruchtkörper. Der besonders am Apex mit anliegenden Schuppen bedeckte Stiel ist 23 bis 35 (bis zu 50) mm lang und 2 bis 3 (bis zu 4) mm dick. Er ist bräunlich bis rötlich-braun und ist oft mit Sandkörnern bedeckt. Die Gleba ist ockerfarben. Der kugelige Kopf ist 7–11 mm breit und besitzt zwei Hüllen, die äußere Exoperidie und die innere Endoperidie. Erstere ist aus Hyphen gebaut und bindet oft Sandkörner. Die Endoperidie formt den Fruchtkörper, ist kugelig, unten etwas zusammengedrückt mit einem eingerissenen kragenähnlichen Zone am Stielansatz. Sie ist cremefarben bis blass strohfarben oder auch leicht rosa, und fein schorfig gekennzeichnet. Sie besitzt ein kurz-zylindrisches Peristom mit einem kennzeichnenden schwarzbraunen Hof, was der Art den wissenschaftlichen und deutschen Namen gibt.

### Mikroskopische Merkmale
Die 4,5 bis 6 (bis zu 7) Mikrometer breiten, warzigen Sporen sind kugelförmig und bräunlich und dickwandig. Die Warzen sind 0,2 bis 0,5 µm hoch.
Das Capillitium ist hyalin, verzweigt und septiert. Die Fäden sind dickwandig mit einem sichtbaren festen Lumen und nicht oder nur schwach geschwollenen Septen.

## Ökologie
Der Schwarzbehöfte Stielbovist wächst in lückigen Trockenrasen auf kalkhaltigen Untergrund. Er wächst oft in Dünen zwischen Moosen und krautigen Pflanzen.

## Verbreitung
Der in Deutschland seltene Pilz ist in Mittelasien und Europa (von Rumänien, Norditalien und Frankreich bis Mittelengland, Niederlande und Südschweden) verbreitet. Er ist vor allem in Südeuropa verbreitet. Er wurde aber auch schon in Nordamerika gefunden und mit einiger Unsicherheit auch in Asien und Südamerika.